# Ronde van Lombardije 2012
De Ronde van Lombardije (Italiaans: Giro Di Lombardia) is in 2012 op 29 september aan haar 106e editie toe.
In 2011 wist de relatief onbekende Zwitser Oliver Zaugg de grote Italiaanse klassieker op zijn palmares bij te schrijven. In de editie van 2012 was het Joaquim Rodríguez, die in de stromende regen als eerste Spanjaard ooit de Ronde van Lombardije won.

## Parcours
De wedstrijd speelt zich af rond het Comomeer. Het startschot wordt gegeven in Milaan waarna de renners na een paar uur in Lecco aankomen. Op hun weg naar Lecco moeten de renners allerlei obstakels overwinnen zoals: de Madonna del Ghisallo, de Valcava, de Muro di Sormano die overigens voor het eerst in vijftig jaar weer in het parcours zit, en tot slot, na dik 7 uur koers de Villa Vergano.

## Deelnemende ploegen
Naast de achttien teams uit de World Tour kregen zeven ProContinentale ploegen een wildcard.
| 18 UCI World Tour-ploegen | 18 UCI World Tour-ploegen | 18 UCI World Tour-ploegen | 7 wildcards               |
| ------------------------- | ------------------------- | ------------------------- | ------------------------- |
| AG2R-La Mondiale          | Lampre-ISD                | Sky ProCycling            | Acqua & Sapone            |
| Astana Pro Team           | Liquigas-Cannondale       | Team Garmin-Sharp         | Androni Giocattoli        |
| BMC Racing Team           | Lotto-Belisol             | Team Katjoesja            | Argos-Shimano             |
| Euskaltel-Euskadi         | Omega Pharma-Quick Step   | Team Movistar             | Coldeportes-Colombia      |
| FDJ-BigMat                | Rabobank                  | Saxo Bank-Tinkoff Bank    | Colnago-CSF Bardiani      |
| Orica-GreenEdge           | RadioShack-Nissan-Trek    | Vacansoleil-DCM           | Farnese Vini–Selle Italia |
|                           |                           |                           | Utensilnord-Named         |

## Uitslag
| Ronde van Lombardije 2012 |                    |                        |          |
| Plaats                    | Naam               | Ploeg                  | Tijd     |
| Winnaar                   | Joaquim Rodríguez  | Team Katjoesja         | 6u36'26" |
| 2                         | Samuel Sánchez     | Euskaltel-Euskadi      | + 9"     |
| 3                         | Rigoberto Urán     | Sky ProCycling         | z.t.     |
| 4                         | Mauro Santambrogio | BMC Racing Team        | z.t.     |
| 5                         | Sergio Henao       | Sky ProCycling         | z.t.     |
| 6                         | Ryder Hesjedal     | Garmin-Sharp-Barracuda | z.t.     |
| 7                         | Bauke Mollema      | Rabobank               | z.t.     |
| 8                         | Oliver Zaugg       | RadioShack-Nissan-Trek | z.t.     |
| 9                         | Alberto Contador   | Saxo Bank-Tinkoff Bank | z.t.     |
| 10                        | Fredrik Kessiakoff | Astana Pro Team        | z.t.     |
|                           |                    |                        |          |
| 17                        | Greg Van Avermaet  | BMC Racing Team        | + 1' 25" |

1905 · 1906 · 1907 · 1908 · 1909 · 1910 · 1911 · 1912 · 1913 · 1914 · 1915 · 1916 · 1917 · 1918 · 1919 · 1920 · 1921 · 1922 · 1923 · 1924 · 1925 · 1926 · 1927 · 1928 · 1929 · 1930 · 1931 · 1932 · 1933 · 1934 · 1935 · 1936 · 1937 · 1938 · 1939 · 1940 · 1941 · 1942 · 1943 · 1944 · 1945 · 1946 · 1947 · 1948 · 1949 · 1950 · 1951 · 1952 · 1953 · 1954 · 1955 · 1956 · 1957 · 1958 · 1959 · 1960 · 1961 · 1962 · 1963 · 1964 · 1965 · 1966 · 1967 · 1968 · 1969 · 1970 · 1971 · 1972 · 1973 · 1974 · 1975 · 1976 · 1977 · 1978 · 1979 · 1980 · 1981 · 1982 · 1983 · 1984 · 1985 · 1986 · 1987 · 1988 · 1989 · 1990 · 1991 · 1992 · 1993 · 1994 · 1995 · 1996 · 1997 · 1998 · 1999 · 2000 · 2001 · 2002 · 2003 · 2004 · 2005 · 2006 · 2007 · 2008 · 2009 · 2010 · 2011 · 2012 · 2013 · 2014 · 2015 · 2016 · 2017 · 2018 · 2019 · 2020 · 2021 · 2022 · 2023 · 2024 · 2025
 Tour Down Under · 
 Parijs-Nice · 
 Tirreno-Adriatico · 
 Milaan-San Remo · 
 Ronde van Catalonië · 
 E3 Harelbeke · 
 Gent-Wevelgem · 
 Ronde van Vlaanderen · 
 Ronde van het Baskenland · 
 Parijs-Roubaix · 
 Amstel Gold Race · 
 Waalse Pijl · 
 Luik-Bastenaken-Luik · 
 Ronde van Romandië · 
 Ronde van Italië · 
 Critérium du Dauphiné · 
 Ronde van Zwitserland · 
 Ronde van Frankrijk · 
 Ronde van Polen · 
  Eneco Tour · 
 Clásica San Sebastián · 
 Ronde van Spanje · 
 Vattenfall Cyclassics · 
 GP Ouest France-Plouay · 
 Grote Prijs van Quebec · 
 Grote Prijs van Montreal · 
 UCI Ploegentijdrit · 
 Ronde van Lombardije · 
 Ronde van Peking